# Харитонов, Николай Васильевич (Герой Советского Союза)
Николай Васильевич Харитонов (1920—1988) — полковник Советской Армии, участник Великой Отечественной войны, Герой Советского Союза (1943).

## Биография
Николай Харитонов родился 1 января 1920 года в селе Пусто-Ярославль (ныне — Собинский район Владимирской области).
Окончил семь классов школы, после чего работал штукатуром в Москве. Параллельно с работой занимался в аэроклубе.
В 1937 году Харитонов был призван на службу в Рабоче-крестьянскую Красную Армию. В 1940 году он окончил Борисоглебское военное авиационное училище лётчиков. С начала Великой Отечественной войны — на её фронтах. В боях несколько раз был ранен.
К маю 1943 года старший лейтенант Николай Харитонов был заместителем командира эскадрильи 520-го истребительного авиаполка 283-й истребительной авиадивизии 16-й воздушной армии Сталинградского фронта. К тому времени он совершил 225 боевых вылетов, сбив 11 вражеских самолётов лично и ещё 11 — в составе группы.
Указом Президиума Верховного Совета СССР от 1 мая 1943 года за «образцовое выполнение боевых заданий командования на фронте борьбы с немецкими захватчиками и проявленные при этом отвагу и геройство» старший лейтенант Николай Харитонов был удостоен высокого звания Героя Советского Союза с вручением ордена Ленина и медали «Золотая Звезда» за номером 1021.
К маю 1945 года совершил 252 боевых вылета, провёл 79 воздушных боёв, сбив 14 вражеских самолётов лично и 10 в группе. В апреле 1945 года был тяжело ранен, несколько месяцев лечился в госпитале.
После окончания войны Харитонов продолжил службу в Советской Армии. В 1955 году он окончил Военно-воздушную академию. В 1960 году в звании полковника Харитонов был уволен в запас. Проживал в Москве.
Скончался 11 сентября 1988 года, похоронен на Кунцевском кладбище Москвы.
Был также награждён двумя орденами Красного Знамени, орденом Александра Невского, двумя орденами Отечественной войны 1-й степени и орденом Красной Звезды, рядом медалей.

Могила Харитонова на Кунцевском кладбище Москвы.